# Open Your Eyes (canção)
"Open Your Eyes" é uma canção da banda Snow Patrol do álbum Eyes Open. Foi lançada oficialmente como single em 12 de Fevereiro de 2007.

## Vídeo
O videoclipe da música foi sincronizado com as imagens integrais do curta-metragem "C'était un rendez-vous", rodado em plano-sequência em 1976 nas ruas de Paris pelo cineasta Claude Lelouch.

## Na cultura popular
A música é usada como tema do programa da BBC One chamado Football Focus. A música ganhou mais popularidade depois de ser apresentada durante o final da 12ª temporada de ER. Vendendo a música no iTunes foi mais tarde introduzida na terceira temporada de The 4400, um episódio de Grey's Anatomy, e um episódio piloto de The Black Donnellys.
Foi ainda usada em 2008 no vídeo de THON (dois dias de Maratona de Dança que é feito em todo mês de Fevereiro na Universidade do Estado da Pensilvânia com o propósito de arrecadar dinheiro para combater as crianças que tem câncer) intitulado "Don't Waste One Minute." Também foi destaque no filme The Invisible (2007).
Coincidentemente, a melodia de "I Gotta Feeling", do Black Eyed Peas, que contém amostras de "Love is Gone" de David Guetta é semelhante a de "Open Your Eyes".
A música ainda foi ouvida em um trailer de um filme da MTV, Stop-Loss lançado em Março e em promoção para a segunda temporada de Gossip Girl.
Essa canção ainda foi usada como tema da Campanha Presidencial de Barack Obama.

## Faixas
UK CD/7" vinil/Download digital
1. "Open Your Eyes" – 5:41
2. "I Am an Astronaut" – 2:42

CD australiano
1. "Open Your Eyes" – 5:41
2. "I Am an Astronaut" – 2:42
3. "You're All I Have" (Ao vivo de Hamburgo) – 4:42
4. "Open Your Eyes" (videoclipe)
5. "Shut Your Eyes" (videoclipe)

CD Promo
1. "Open Your Eyes" (edição de rádio) – 3:56
2. "Open Your Eyes" (versão de estúdio) – 5:41

12" Promo
1. "Open Your Eyes" (Allende Remix) – 7:29
2. "Chasing Cars" (Topher Jones & Blake Jarrell Remix) – 7:35

Lançamentos não oficiais
1. "Open Your Eyes" (Marky e Bungle Remix) – 5:43
2. "Open Your Eyes" (Tiësto Remix)
3. "Open Your Eyes" (Redanka Mix) – 8:08
4. "Open Your Eyes" (Walker Remix) – 6:26

## Paradas musicais
| Paradas (2008)                                | Melhor posição |
| --------------------------------------------- | -------------- |
| Austrália (ARIA)                              | 53             |
| Bélgica (Ultratip Bubbling Under de Flandres) | 6              |
| Alemanha (Offizielle Deutsche Charts)         | 73             |
| Irlanda (IRMA)                                | 21             |
| Escócia (Scottish Singles Chart)              | 15             |
| Reino Unido (UK Singles Chart)                | 26             |